# I due marescialli
I due marescialli è un film italiano del 1961 diretto da Sergio Corbucci.

## Trama
Alla vigilia dell'8 settembre 1943 (giorno del proclama di Badoglio dell'armistizio di Cassibile), nella stazione ferroviaria di Scalitto, il maresciallo dei Carabinieri Vittorio Cotone sorprende il ladruncolo Antonio Capurro, travestito da prete, che ha appena rubato una valigia a un viaggiatore. Il maresciallo sta per catturare Capurro, ma un bombardamento distrugge la stazione. Nella confusione e tra i feriti, Capurro si appropria della divisa e scappa. Prima, però, mentre era ancora svenuto, ha fatto indossare l'abito talare al maresciallo.
I due si ritrovano successivamente proprio a Scalitto. Capurro, nei panni del falso maresciallo, a presidiare il paese al servizio dei nazisti e del podestà fascista; Cotone, nei panni del falso prete, rifugiato in una chiesa insieme a una ebrea, un partigiano e un americano, intento a capeggiare la resistenza locale guidata proprio dal "nemico" Capurro.
Il prete Cotone riesce a convincere Capurro a fare il doppiogioco, continuando a fingersi un maresciallo disposto a collaborare con i tedeschi. Non mancano situazioni comiche e paradossali, dovute al fatto che Cotone non sa comportarsi da vero prete, così come il ladro Capurro deve improvvisarsi carabiniere. A complicare le cose c'è anche l'arrivo in paese di Immacolata, la fidanzata di Cotone. Per salvare le apparenze, i nostri eroi sono costretti a inscenare un falso matrimonio fra la donna e il finto maresciallo, celebrato dal finto prete Cotone, il vero fidanzato di Immacolata.
Ma proprio nell'imminenza della liberazione del paese da parte degli Alleati, il partigiano, la ragazza ebrea e l'americano vengono catturati e rinchiusi in cella. Di fronte alla prospettiva che degli innocenti vengano fucilati, Capurro ha un soprassalto di dignità. Conscio di dover onorare la divisa che indossa, utilizza la dinamite in suo possesso per liberare i prigionieri, pur sapendo che con ciò verrà scoperto e condannato a morte dai nazisti. Capurro viene così condotto all'esecuzione, nonostante Cotone si sia inutilmente affannato a dichiarare che il vero maresciallo fosse lui.
Vent'anni dopo, il maresciallo e la sua famiglia si trovano nuovamente nella stazione ferroviaria di Scalitto. Il povero Cotone, ormai a riposo, per anni ha cercato notizie di Capurro senza averne più trovato traccia, ma restando convinto comunque che alla fine la divisa da carabiniere avesse redento il ladro. Ma proprio sul marciapiede della stazione si vede sfilare da sotto il naso la propria valigia da un ladro vestito da frate domenicano: si tratta del vecchio amico Capurro, ancora vivo e operante, sfuggito chissà come al plotone di esecuzione dei tedeschi.

## Produzione
Il film fu girato in gran parte nel comune di Castel San Pietro Romano, a circa quaranta chilometri da Roma. In un primo momento il film doveva narrare le rivalità tra un maresciallo della pubblica sicurezza e uno dei carabinieri impegnati nella stessa indagine. La censura non lo permise e costrinse gli autori a cambiare totalmente storia.
Durante la prima settimana di lavorazione del film il regista Sergio Corbucci era impegnato su due fronti: la mattina era sul set per concludere le riprese del film Romolo e Remo e il pomeriggio girava I due marescialli; lo stesso capitava a Vittorio De Sica che di mattina era impegnato con le riprese di Boccaccio '70 e il pomeriggio girava ne I due marescialli.
Esso venne girato con una particolare pellicola che non necessitava di molta luce, in modo da evitare affaticamenti alla già precaria vista di Totò. È stato girato con un aspect ratio di 2,35:1 in formato 35 millimetri, e con il processo cinematografico CinemaScope.

## Distribuzione

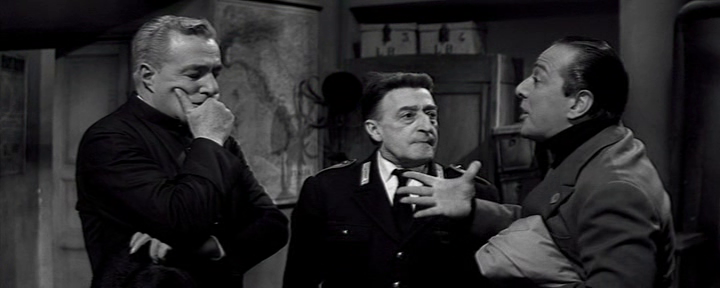
Un fotogramma del film; da sinistra: Vittorio De Sica, Totò e Gianni Agus

Il film venne distribuito nelle sale italiane il 21 dicembre del 1961.
Venne poi esportato in Portogallo il 23 maggio 1963 con il titolo Os Dois Carabineiros. Conosciuto internazionalmente come The Two Marshals, venne poi presentato anche in Spagna e Ungheria, con i rispettivi titoli Los dos oficiales e A két őrmester.

## Incassi
I due marescialli incassò £ 536.513.000, gli spettatori nel periodo di proiezione furono 2.765.531.

## Critica
La pellicola ricevette giudizi positivi e negativi. Alcuni apprezzarono la recitazione dei protagonisti, come Arturo Lanocita che scrisse: «De Sica e Totò, pur nello schema dei personaggi prefabbricati, hanno il merito di determinare, spesso improvvisando, il clima di bonaria allegria che caratterizza i due terzi del film...», o Franco Maria Pranzo: «Una farsa amena che per la mimica di Totò, in special modo, diverte il pubblico e lo fa ridere... Recitato benissimo dai due compari Totò e De Sica. I due marescialli rappresenta il miglior film girato da Sergio Corbucci dal 1951.»
Altri commentatori etichettarono il film come farsa sgangherata e inconcludente, priva di idee, e sostennero che gli sceneggiatori non avevano saputo sfruttare adeguatamente la presenza di Totò e De Sica.